# 芬德拉特方尖碑

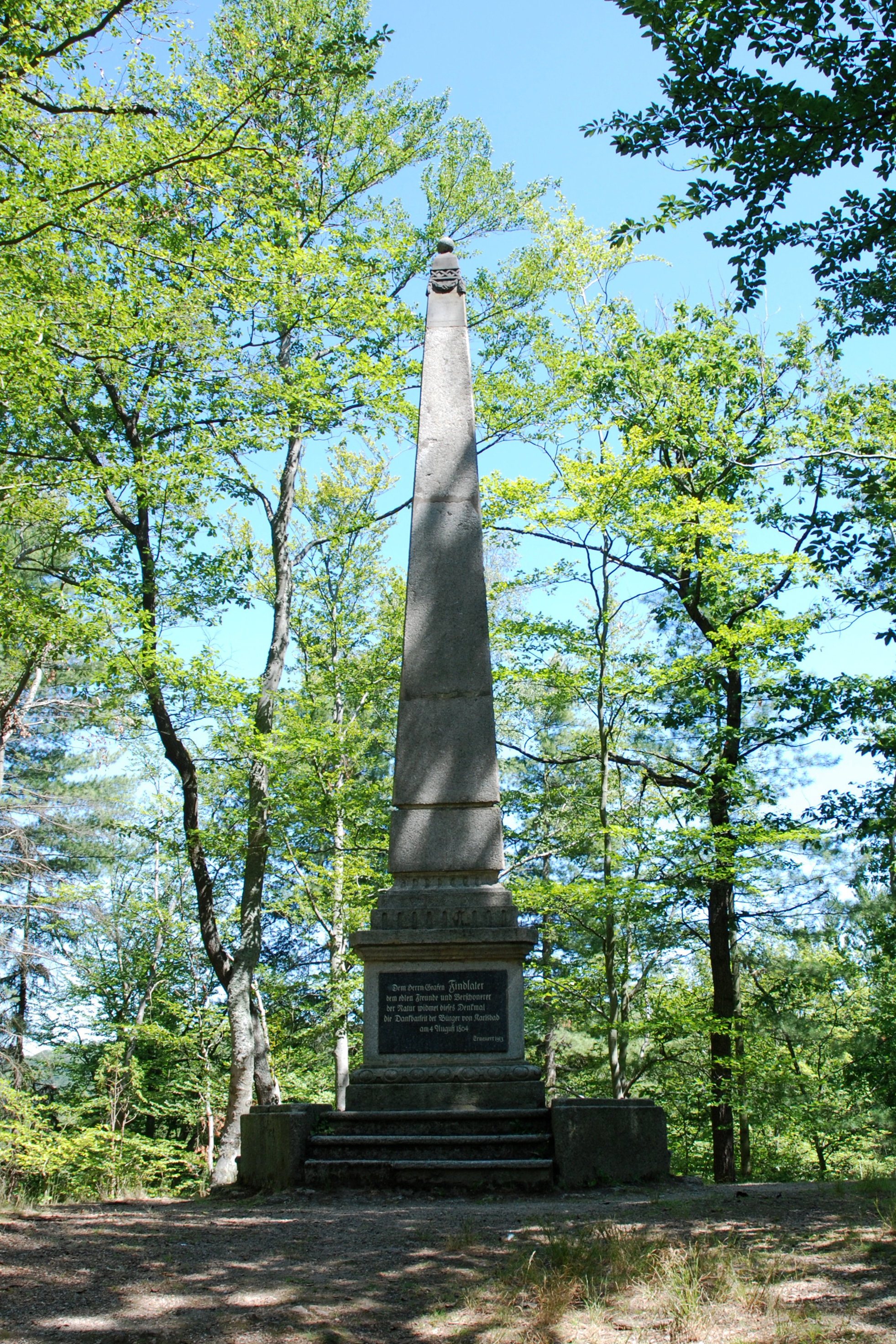

芬德拉特方尖碑（Findlaterův obelisk）是一个三角锥形方尖碑，高8米，砂岩材质，位于捷克卡罗维发利的水疗森林（Lázeňské lesy），海拔505米。

## 历史
方尖碑由卡罗维发利市议会建于1804年，每年纪念一位慷慨的赞助人：苏格兰伯爵詹姆斯·奥格尔瓦·芬德拉特。在1793–1810年间，他曾14次前往卡尔斯巴德（卡罗维发利）治疗。他被周围森林的美景迷住，感谢当地的温泉对他的健康产生了积极的影响，他捐资修建拱廊和一个由他命名的凉亭：芬德拉特凉亭（Findlaterův altán）。。
纪念碑于1804年8月4日隆重揭幕；1913年和2007年两次重建。三角形基座的前面有一块纪念匾，这是为了纪念芬德拉特伯爵的功绩而写的德文感谢信。“向高贵的朋友芬德拉特伯爵致敬，这座纪念碑表达了卡尔斯巴德市民的感激之情；1804年8月4日-1913年更新。”